# 얄룽창포강

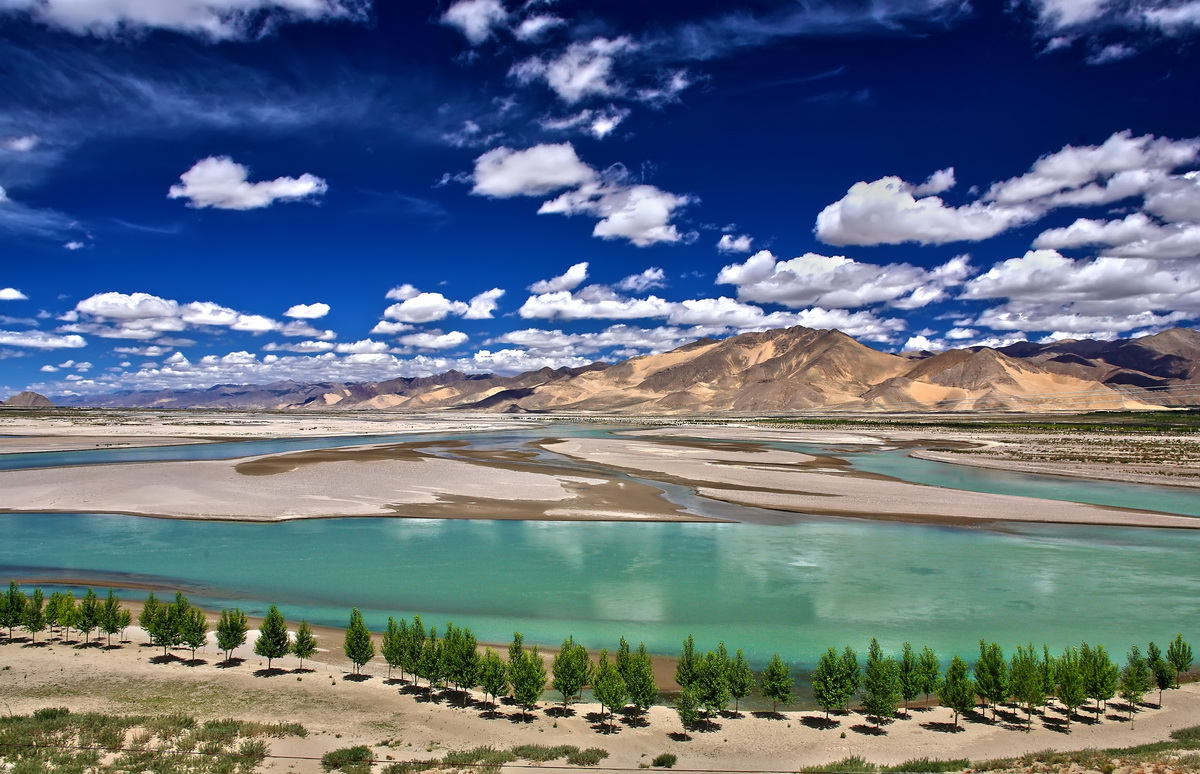
르카쩌시의 얄룽창포강

얄룽창포강(티베트어: ཡར་ཀླུངས་གཙང་པོ) 또는 야로장포강(중국어: 雅鲁藏布江)이라고도 불리는 중화인민공화국 티베트 자치구에 위치한 브라마푸트라강의 상류이고, 티베트에서 가장 긴 강이다.
티베트 서부의 앙시 빙하, 카일라스산 남동쪽, 마나사로와르호에서 발원한 이 빙하는 이후 남티베트 계곡과 얄룽창포 대협곡을 형성한 뒤 인도 아루나찰프라데시주를 통과한다. 아루나찰프라데시주 하류에서는 강이 훨씬 더 넓어지며 시앙이라고 불린다. 아삼주에 도착한 후, 그 강은 브라마푸트라강으로 알려져 있다. 이 강은 아삼주에서 람나바자르로 방글라데시로 들어간다. 거기서부터 약 200년 전까지 그것은 동쪽으로 흐르곤 했고 바이라브 우파질라 근처의 메그나강에 합류했다. 이 오래된 채널은 점점 사라지고 있다. 현재 강의 주 수로는 자무나강이라고 불리며, 남쪽으로 흘러 갠지스강과 만나는 강으로 방글라데시에서 파드마강이라고 불린다.
티베트고원을 떠날 때, 강은 세계에서 가장 크고 깊은 협곡인 얄룽창포 대협곡을 형성한다.

## 카약 탐험

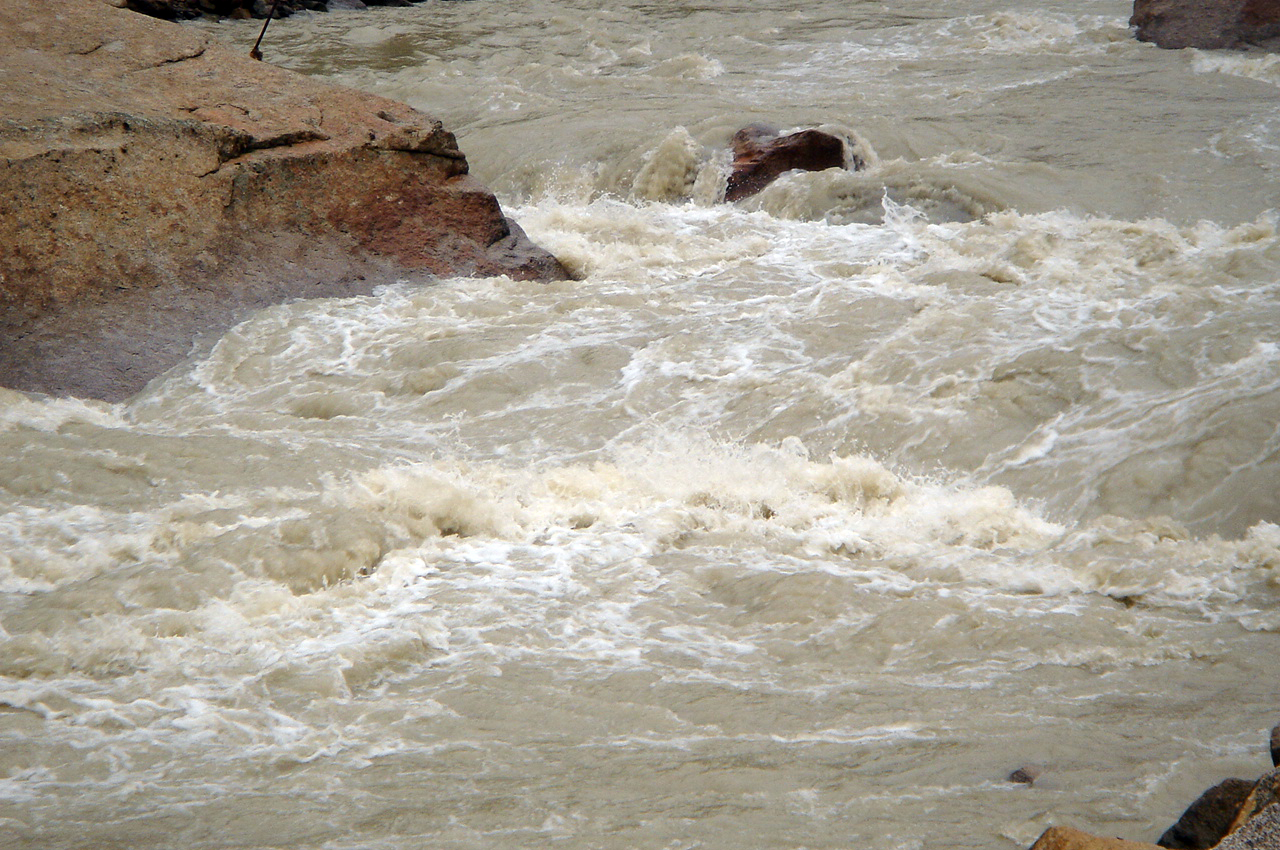
얄룽창포강 급류

1990년대부터 얄룽창포강은 탐험과 급류 카약을 하는 많은 팀들의 목적지가 되었다. 그 강은 극한의 조건 때문에 "강의 에베레스트"라고 불린다. 첫 출마 시도는 1993년 강에서 한 명의 회원을 잃은 일본 단체에 의해 이루어졌다.
2002년 1월~2월에, 스콧 린드그렌, 스티브 피셔, 마이크 애보트, 앨런 엘러드, 더스틴 냅, 그리고 조니 앤 윌리 컨으로 구성된 국제 그룹이 창포 협곡 구역의 첫 번째 하강을 완료했다.

## 댐 및 수력 발전 사업
2020년 11월, 중국 전력 공사 회장은 세계 최대의 수력 발전 프로젝트가 될 얄룽창포강에 "슈퍼" 댐을 건설할 것이라고 발표했다.